# Harder
Harder er en privatejet dansk tøjbutik i Aarhus som har eksisteret siden 1895, og den er dermed Danmarks ældste herretøjsforretning. Den blev grundlagt af Marius Ditlev Harder.
Siden 1950'erne har butikken solgt studenterhuer. I 1982 solgte man omkring 600 om året, mens det i 1992 var omkring 1.500.
Butikken har desuden landets ældste kasseapparat, der stadig er i brug. Det stammer fra 1917 og af mærket National.

## Historie
Herretøjsbutikken er opkaldt efter Marius Ditlev Harder (født den 21. juli 1870 i Skive), der åbnede sin forretning den 24. oktober 1895 på Store Torv i Aarhus centrum. Den lille tøjforretning fik navnet Århus Cravat-magasin og Skjortefabrik, og solgte fortrinsvis løse kraver, skjorter, hatte og manchetter. Året efter blev den første medarbejder ansat. Medarbejderen nåede at have 50 års jubilæum i butikken. I 1909 flyttede butikken til mere moderne lokaler på Store Torv 1 i 1909. 
Den 1. juli 1940 blev Alban Knudsen medejer af herreekviperingen Harder. Han overtog senere forretningen. Efter en længere tids sygdom døde Ditlev Harder januar 1954.
Tre år senere, i 1957, flyttede Alban Knudsen butikken ca. 200 meter fra Store Torv til den nuværende adresse på Søndergade 1.
Den nuværende ejer, Flemming Heine Jensen, blev i 1969 ansat som ekspedient hos Alban Knudsen. I 1977 overtog han butikken, der i 1986 både blev udvidet og moderniseret. 
I 1998 startede Henrik Faurholt Jensen, søn af Flemming Heine Jensen, hos Harder. I 2006 indtrådte Henrik Faurholt Jensen i ejerskabet af Harder. Dette år købte man også lejemålet. Nogle år senere udvidede man butikken til også at inkludere 1. sal.